# Euskaltel-Euskadi (seit 2018)
Euskaltel-Euskadi ist ein Radsportteam mit Sitz im baskischen Bilbao.

## Organisation und Geschichte
Die Mannschaft trat 2018 erstmals als Team Euskadi im internationalen Radsport auf. Namensgeber waren 2020 zunächst die Fundación Euskadi, eine Stiftung zur Förderung des baskischen Radsports, die im Laufe ihrer Tätigkeit bereits mit den Mannschaften Euskaltel Euskadi und Orbea Continental in Verbindung stand und der baskische Fahrradhersteller Orbea.
Die Mannschaft startete zunächst im Jahr 2018 unter Führung des Sportlichen Leiters Jorge Azanza als UCI Continental Team und erhielt für die Saison 2020 erstmals eine Lizenz als UCI ProTeam.

## Platzierungen in UCI-Ranglisten
UCI World Ranking
| World Ranking | World Ranking | World Ranking                     | World Ranking |
| Jahr          | Teamwertung   | Einzelwertung                     |               |
| ------------- | ------------- | --------------------------------- | ------------- |
| 2018          | —             | Juan Antonio López-Cózar (1113. ) |               |
| 2019          | 88.           | Unai Cuadrado (951. )             |               |
| 2020          | 44.           | Rubén Fernández (186. )           |               |
| 2021          | 37.           | Gotzon Martín (339. )             |               |
| 2022          | 63.           | Mikel Bizkarra (416. )            |               |
| 2023          | 34.           | Carlos Canal (397. )              |               |
| 2024          | 39.           | Joan Bou (397. )                  |               |
|               |               |                                   |               |
| Quelle: UCI   |               |                                   |               |

## Mannschaft 2025
| Teamkader 2025                       | Teamkader 2025     | Teamkader 2025         | Teamkader 2025                            |
| Name                                 | Geburtsdatum       | Land                   | Vorheriges Team                           |
| ------------------------------------ | ------------------ | ---------------------- | ----------------------------------------- |
| Jon Aberasturi                       | 28. März 1989      | Spanien                | Lidl-Trek (2023)                          |
| Jon Agirre                           | 10. September 1997 | Spanien                | Equipo Kern Pharma (2024)                 |
| Nicolás Alustiza                     | 4. Januar 2003     | Spanien                | Laboral Kutxa-Fundación Euskadi (2023)    |
| Xabier Berasategi                    | 8. April 2000      | Spanien                | Laboral Kutxa-Fundación Euskadi (2022)    |
| Mikel Bizkarra                       | 21. August 1989    | Spanien                | Euskadi Basque Country-Murias (2019)      |
| Iker Bonillo                         | 9. Juli 2003       | Spanien                | Green Project-Bardiani CSF-Faizanè (2023) |
| Víctor de la Parte (1. Jan.–7. Mär.) | 22. Juni 1986      | Spanien                | TotalEnergies (2023)                      |
| David Dekker                         | 2. Februar 1998    | Niederlande            | Arkéa-B&B Hotels (2024)                   |
| Márton Dina                          | 11. April 1996     | Ungarn                 | ATT Investments (2024)                    |
| Ander Ganzabal                       | 25. Januar 2000    | Spanien                | Laboral Kutxa-Fundación Euskadi (2024)    |
| Paul Hennequin                       | 9. Dezember 2002   | Frankreich             | Nice Métropole Côte d'Azur (2024)         |
| Xabier Isasa                         | 24. August 2001    | Spanien                |                                           |
| Txomin Juaristi                      | 20. Juli 1995      | Spanien                | Café Baqué-Conservas Campos (2017)        |
| Andoni López de Abetxuko             | 3. August 1999     | Spanien                | Caja Rural-Seguros RGA (2022)             |
| Jordi López Caravaca                 | 14. August 1998    | Spanien                | Equipo Kern Pharma (2024)                 |
| Gotzon Martín                        | 15. Februar 1996   | Spanien                |                                           |
| Iker Mintegi                         | 15. November 2002  | Spanien                | Laboral Kutxa-Fundación Euskadi (2023)    |
| Jokin Murguialday                    | 19. März 2000      | Spanien                | Caja Rural-Seguros RGA (2024)             |
| Louis Sutton                         | 27. Mai 2002       | Vereinigtes Königreich | AVC Aix-en-Provence (2024)                |
| Danny van der Tuuk                   | 5. November 1999   | Polen                  | Equipo Kern Pharma (2024)                 |
| Unai Zubeldia                        | 7. Juli 2003       | Spanien                | Laboral Kutxa-Fundación Euskadi (2023)    |
|                                      |                    |                        |                                           |
| Quelle: ProCyclingStats              |                    |                        |                                           |